# Třída Prinz Adalbert
Třída Prinz Adalbert byla třída pancéřových křižníků německého císařského námořnictva. Tvořily ji jednotky Prinz Adalbert a Friedrich Carl postavené v letech 1900–1904. Obě lodě bojovaly v první světové válce a byly v ní ztraceny.

## Stavba
Celkem byly postaveny dvě jednotky této třídy. První postavila loděnice Kaiserliche Werft Kiel v Kielu a druhou loděnice Blohm & Voss v Hamburku.
Jednotky třídy Prinz Adalbert:
| Jméno          | Loděnice               | Založení kýlu | Spuštěna | Vstup do služby   | Status                                                                                             |
| -------------- | ---------------------- | ------------- | -------- | ----------------- | -------------------------------------------------------------------------------------------------- |
| Prinz Adalbert | Kaiserliche Werft Kiel | 1900          | 1901     | 12. ledna 1904    | Dne 23. října 1915 byl potopen poblíž lotyšského přístavu Liepāja torpédem britské ponorky HMS E8. |
| Friedrich Carl | Blohm & Voss           | 1901          | 1902     | 12. prosince 1903 | Dne 17. listopadu 1914 se západně od Klaipėdy potopil na minách.                                   |

## Konstrukce

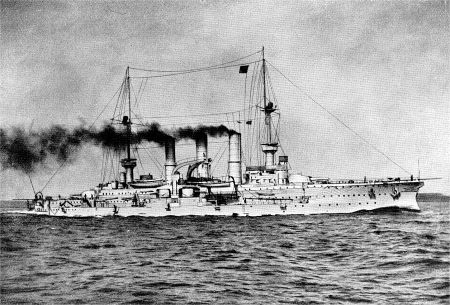
Prinz Adalbert

Hlavní výzbroj tvořily čtyři 210mm kanóny ve dvoudělových věžích. Sekundární ráži představovalo deset 150mm kanónů. Lodě dále nesly dvanáct 88mm kanónů a čtyři torpédomety. Pohonný systém tvořilo 14 kotlů a tři parní stroje o výkonu 17 000 hp, pohánějící tři lodní šrouby. Nejvyšší rychlost dosahovala 20,5 uzlu.

## Osudy

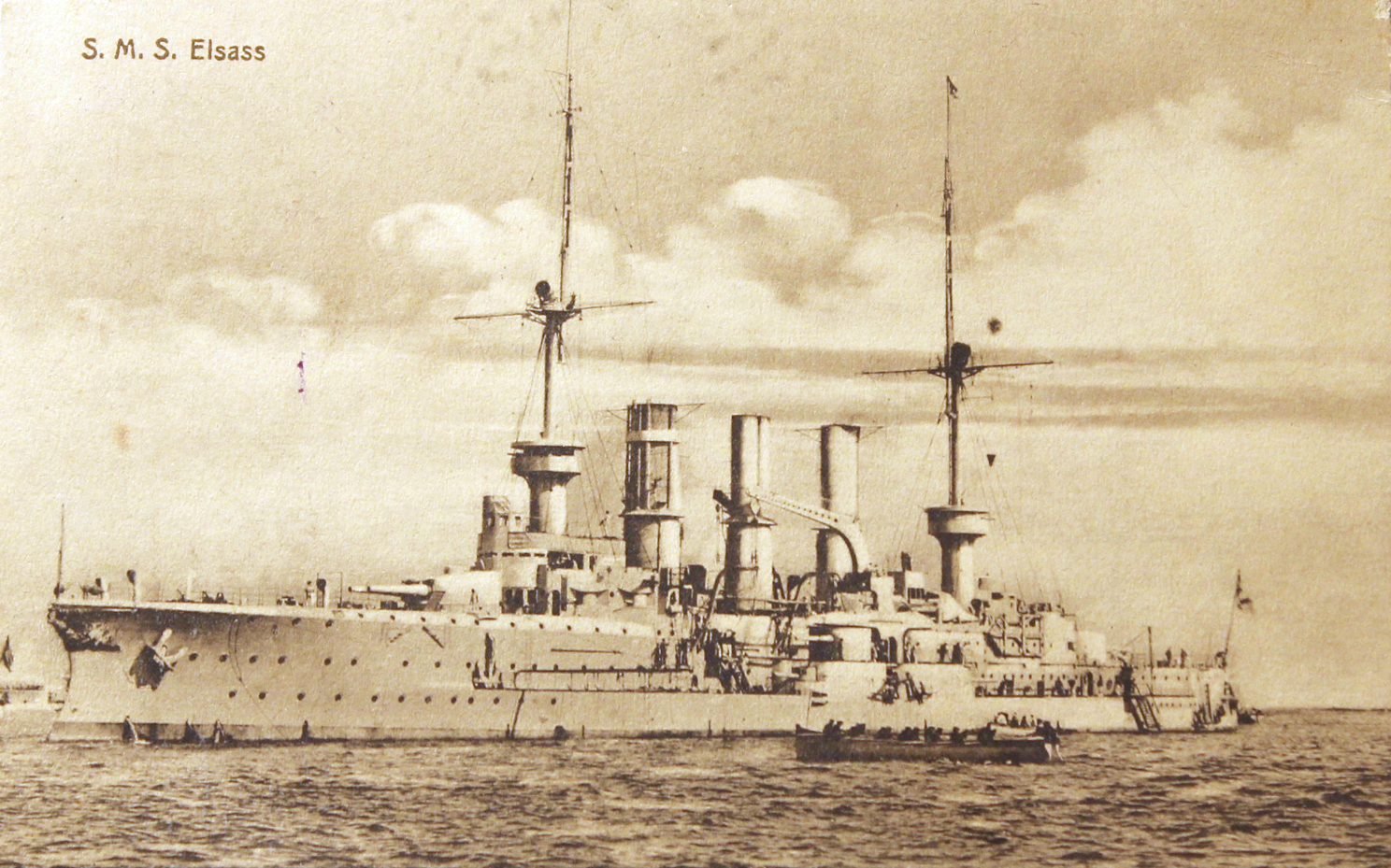
Prinz Adalbert

Obě lodi této třídy bojovaly v první světové válce, byly však brzy ztraceny. Friedrich Carl operoval na Baltu. Dne 17. listopadu 1914 v 1:45 ráno narazil západně od Klaipėdy na dvě miny a v 7:15 se potopil.
Prinz Adalbert zpočátku operoval v sestavě Širokomořského loďstva v Severním moři. Byl přidělen 4. předzvědné skupině kontradmirála Huberta von Rebeur-Paschwitz (pancéřové křižníky Roon, Yorck, Prinz Adalbert a Prinz Heinrich). V listopadu 1914 byl odeslán na Balt. Počátkem roku 1915 ztroskotal na mělčině u mysu Steinort a byl těžce poškozen (oprava trvala do března 1915). Dne 2. července 1915 vyplul společně s křižníkem Prinz Heinrich vstříc německým silám ohrožovaným ruskou eskadrou v bitvě u Östergarnu. U mysu Rixhöft byl Prinz Adalbert zasažen torpédem britské ponorky HMS E 9. Loď nabrala mnoho vody a silně se naklonila, tentokrát se ji ale ještě podařilo zachránit. Nakonec byl Prinz Adalbert potopen 23. října 1915 poblíž lotyšského přístavu Liepāja torpédem britské ponorky třídy E HMS E8. Torpédo pravděpodobně zasáhlo sklady munice, protože se křižník potopil v obrovském výbuchu. Zahynulo 672 členů posádky.